# México en los Juegos Panamericanos de 2015
México en los Juegos Panamericanos de 2015, participó con un total de 480 deportistas. Obtuvo 22 medallas de oro, 30 medallas de plata y 43 medallas de bronce, en total 95 con lo que terminó en la posición 6 del medallero.

## Participantes por deporte
A continuación se presentan el número de deportistas por disciplina que participaron en esta competencia.

Datos: COM.
| No. | Deporte                | Hombres | Mujeres | TOTAL |
| --- | ---------------------- | ------- | ------- | ----- |
| 1   | Atletismo              | 19      | 14      | 33    |
| 2   | Bádminton              | 3       | 3       | 6     |
| 3   | Baloncesto             | 12      | 0       | 12    |
| 4   | Balonmano              | 0       | 15      | 15    |
| 5   | Boliche                | 2       | 2       | 4     |
| 6   | Boxeo                  | 7       | 2       | 9     |
| 7   | Canotaje               | 9       | 6       | 15    |
| 8   | Canotaje slalom        | 2       | 1       | 3     |
| 9   | Ciclismo               | 9       | 8       | 17    |
| 10  | Equitación             | 13      | 0       | 13    |
| 11  | Esgrima                | 9       | 6       | 15    |
| 12  | Esquí Acuático         | 4       | 1       | 5     |
| 13  | Fútbol                 | 18      | 18      | 36    |
| 14  | Gimnasia               | 6       | 15      | 21    |
| 15  | Golf                   | 2       | 2       | 4     |
| 16  | Hockey sobre pasto     | 16      | 16      | 32    |
| 17  | Judo                   | 6       | 6       | 12    |
| 18  | Karate                 | 2       | 4       | 6     |
| 19  | Levantamiento de pesas | 5       | 4       | 9     |
| 20  | Lucha                  | 6       | 4       | 10    |
| 21  | Natación               | 4       | 1       | 5     |
| 22  | Clavados               | 4       | 4       | 8     |
| 23  | Nado Sincronizado      | 0       | 9       | 9     |
| 24  | Waterpolo              | 13      | 13      | 26    |
| 25  | Patinaje               | 3       | 3       | 6     |
| 26  | Pentatlón Moderno      | 3       | 2       | 5     |
| 27  | Raquetbol              | 3       | 3       | 6     |
| 28  | Remo                   | 12      | 3       | 15    |
| 29  | Rugby 7                | 12      | 12      | 24    |
| 30  | Sóftbol                | 15      | 0       | 15    |
| 31  | Squash                 | 3       | 3       | 6     |
| 32  | Taekwondo              | 4       | 4       | 8     |
| 33  | Tenis                  | 3       | 3       | 6     |
| 34  | Tenis de mesa          | 3       | 3       | 6     |
| 35  | Tiro                   | 11      | 9       | 20    |
| 36  | Tiro con arco          | 3       | 3       | 6     |
| 37  | Triatlón               | 3       | 3       | 6     |
| 38  | Vela                   | 7       | 3       | 10    |
| 39  | Voleibol de playa      | 2       | 2       | 4     |
| 40  | Voleibol de Sala       | 12      | 0       | 12    |
|     | TOTAL                  | 270     | 210     | 480   |

## Medallistas
| \| Medalla \| Nombre \| Deporte \| Evento \| Fecha \| \| ----------------- \| ---------------------------------------------------------------------------------------------------------------------------------------------------------------------------------------------------------------------------------------------------------------------------------------------------------------- \| ---------------------- \| ---------------------------------------- \| --------------------- \| \| Medalla de oro \| Juan Luis Barrios \| Atletismo \| 5000 m masculino \| Sábado 25 de julio \| \| Medalla de oro \| Brenda Flores \| Atletismo \| 10000m femenino \| Jueves 23 de julio \| \| Medalla de oro \| María Guadalupe González \| Atletismo \| Marcha 20 km Femenino \| Domingo 19 de julio \| \| Medalla de plata \| Brenda Flores \| Atletismo \| 5000 m Femenino \| Martes 21 de julio \| \| Medalla de bronce \| Juan Luis Barrios \| Atletismo \| 10000m Masculino \| Martes 21 de julio \| \| Medalla de bronce \| Horacio Nava \| Atletismo \| Marcha 50 km Masculino \| Domingo 26 de julio \| \| Medalla de bronce \| Job Castillo Lino Muñoz \| Bádminton \| Dobles Masculino \| Martes 14 de julio \| \| Medalla de oro \| Joselito Velázquez \| Boxeo \| Minomosca masculino (46-49 kg) \| Viernes 24 de julio \| \| Medalla de plata \| Lindolfo Delgado \| Boxeo \| Ligero Masculino 60 kg \| Sábado 25 de julio \| \| Medalla de bronce \| Misael Rodríguez \| Boxeo \| Medio Masculino 75 kg \| Miércoles 22 de julio \| \| Medalla de bronce \| Rogelio Romero \| Boxeo \| Semipesado masculino 81 kg \| Jueves 23 de julio \| \| Medalla de bronce \| Victoria Torres \| Boxeo \| Ligero Femenino (57-60 kg) \| Martes 21 de julio \| \| Medalla de bronce \| José Cristóbal \| Canotaje \| Masculino C1 1000 m \| Lunes 13 de julio \| \| Medalla de bronce \| Karina Alanis Maricela Montemayor \| Canotaje \| Femenino K2 500 m \| Martes 14 de julio \| \| Medalla de plata \| Ignacio Prado \| Ciclismo de pista \| Omnium Masculino \| Viernes 17 de julio \| \| Medalla de bronce \| Lizbeth Salazar Sosia Arreola Ingrid Drexel Mayra Rocha \| Ciclismo de pista \| Persecución por equipos Femenino \| Viernes 17 de julio \| \| Medalla de plata \| Ignacio Prado \| Ciclismo de ruta \| Contrarreloj Individual Masculino \| Miércoles 22 de julio \| \| Medalla de oro \| Ivan García \| Clavados \| Plataforma 10 m Masculino \| Domingo 12 de julio \| \| Medalla de oro \| Rommel Pacheco Jahir Ocampo \| Clavados \| Sincronizados trampolín 3 m Masculino \| Lunes 13 de julio \| \| Medalla de oro \| Rommel Pacheco \| Clavados \| Trampolín 3 m Masculino \| Sábado 11 de julio \| \| Medalla de oro \| Paola Espinoza \| Clavados \| Plataforma 10 m Femenino \| Sábado 11 de julio \| \| Medalla de oro \| Paola Espinoza Dolores Hernández \| Clavados \| Sincronizados Trampolín 3 m Femenino \| Lunes 13 de julio \| \| Medalla de plata \| Jahir Ocampo \| Clavados \| Trampolín 3 m Masculino \| Sábado 11 de julio \| \| Medalla de bronce \| Jonathan Ruvalcaba \| Clavados \| Plataforma 10 m Masculino \| Domingo 12 de julio \| \| Medalla de bronce \| Paola Espinoza Alejandra Orozco Loza \| Clavados \| Sincronizados plataforma 10 m Femenino \| Domingo 12 de julio \| \| Medalla de bronce \| Dolores Hernández \| Clavados \| Trampolín 3 m Femenino \| Domingo 12 de julio \| \| Medalla de plata \| Ursula González Garante Maria Pliego Lara Julieta Toledo Ames \| Esgrima \| Sable por equipos femenino \| Jueves 23 de julio \| \| Medalla de bronce \| Daniel Gómez Tamanachi \| Esgrima \| Florete Individual masculino \| Miércoles 22 de julio \| \| Medalla de bronce \| Raul Arizaga Vaca Jesús Beltran Macias Daniel Gómez Tamanachi \| Esgrima \| Florete por equipos masculino \| Sábado 25 de julio \| \| Medalla de bronce \| Denisse Hernández Martínez Nataly Michel Silva Melissa Rebolledo Contreras \| Esgrima \| Florete por equipos femenino \| Sábado 25 de julio \| \| Medalla de bronce \| Carolina Chapoy \| Esquí acuático \| Overall Femenino \| Miércoles 22 de julio \| \| Medalla de plata \| Selección Nacional de México Gibran Lajud Carlos Guzmán Hedgardo Marín Luis López José Abella Josecarlos Van Rankin Jonathan Espericueta Uvaldo Luna Marco Bueno Ángel Zaldívar Carlos Cisneros Luis Cárdenas Jordan Silva Kevin Escamilla Michael Pérez Alfonso Tamay Martín Zúñiga Daniel Álvarez \| Fútbol \| Masculino \| Domingo 26 de julio \| \| Medalla de bronce \| Selección Nacional Femenil de México Cecilia Santiago Pamela Tajonar Kenti Robles Christina Murillo Greta Espinoza Valeria Miranda Jennifer Ruiz Nayeli Rangel Teresa Noyola Nancy Antonio Stephany Mayor Monica Ocampo Bianca Sierra Arianna Romero Monica Alvarado Fabiola Ibarra Veronica Pérez María Sánchez \| Fútbol \| Femenino \| Viernes 24 de julio \| \| Medalla de plata \| Dafne Navarro Loza \| Gimnasia \| Cama Elástica Individual Femenino \| Domingo 19 de julio \| \| Medalla de bronce \| Daniel Corral \| Gimnasia Artística \| Caballo con arzonez masculino \| Martes 14 de julio \| \| Medalla de bronce \| Karla Diaz Arnal \| Gimnasia Rítmica \| Pelota \| Domingo 19 de julio \| \| Medalla de plata \| Vanessa Zambotti \| Judo \| Más de 78 kg Femenino \| Martes 14 de julio \| \| Medalla de bronce \| Jose Cuevas \| Judo \| Más de 100 kg Masculino \| Martes 14 de julio \| \| Medalla de bronce \| Isao Cárdenas \| Judo \| Menos de 90 kg masculino \| Lunes 13 de julio \| \| Medalla de bronce \| Edna Carrillo \| Judo \| Menos de 48 kg Femenino \| Sábado 11 de julio \| \| Medalla de plata \| Xhunashi Caballero \| Karate \| Mujeres -68 kg \| Sábado 25 de julio \| \| Medalla de bronce \| Daniel Vargas \| Karate \| Hombres -67 kg \| Viernes 24 de julio \| \| Medalla de bronce \| Merillela Arreola \| Karate \| Mujeres -61 kg \| Viernes 24 de julio \| \| Medalla de plata \| Bredni Roque \| Levantamiento de pesas \| Hombres 69 kg \| Domingo 12 de julio \| \| Medalla de bronce \| Quisla Guicho \| Levantamiento de pesas \| Mujeres 58 kg \| Domingo 12 de julio \| \| Medalla de bronce \| Aremi Fuentes \| Levantamiento de pesas \| Mujeres 69 kg \| Martes 14 de julio \| \| Medalla de plata \| Ali Soto \| Lucha \| Hombres Grecorromana 59 kg \| Miércoles 15 de julio \| \| Medalla de plata \| Edna Valencia \| Lucha \| Estilo Libre Femenino 53 kg \| Jueves 16 de julio \| \| Medalla de bronce \| Jesse Ruiz \| Lucha \| Estilo Libre Masculino 97 kg \| Sábado 18 de julio \| \| Medalla de bronce \| Juan Escobar \| Lucha \| Hombres Grecorromana 75 kg \| Miércoles 15 de julio \| \| Medalla de bronce \| Diana Miranada \| Lucha \| Estilo Libre Femenino 69 kg \| Viernes 17 de julio \| \| Medalla de plata \| Nuria Diosdado Karem Achach \| Nado sincronizado \| Dueto \| Sábado 11 de julio \| \| Medalla de plata \| Karem Achach Teresa Alonso Nuria Diosdado Karla Arreola Isabel Delgado Evelyn Guagardo Johana Giménez Samanta Jiménez \| Nado sincronizado \| Equipo \| Sábado 11 de julio \| \| Medalla de oro \| Mike Paez* \| Patinaje de velocidad \| 10000 Puntos Masculino \| Lunes 13 de julio \| \| Medalla de bronce \| Jorge Martínez* \| Patinaje de velocidad \| 200 m contrarreloj Masculino \| Domingo 12 de julio \| \| Medalla de bronce \| Jorge Martínez* \| Patinaje de velocidad \| 500 m Masculino \| Lunes 13 de julio \| \| Medalla de plata \| Ismael Hernández \| Pentatlón Moderno \| Individual Masculino \| Domingo 19 de julio \| \| Medalla de plata \| Tamara Vega \| Pentatlón moderno \| Individual Femenino \| Sábado 18 de julio \| \| Medalla de bronce \| Mayan Oliver \| Pentatlón moderno \| Individual Femenino \| Sábado 18 de julio \| \| Medalla de oro \| Álvaro Beltran Javier Moreno Daniel de la Rosa \| Racquetbol \| Equipo Masculino \| Domingo 26 de julio \| \| Medalla de oro \| Paola Longoria Samantha Salas \| Racquetbol \| Dobles Femenino \| Viernes 24 de julio \| \| Medalla de oro \| Paola Longoria Samantha Salas \| Racquetbol \| Equipo Femenino \| Domingo 26 de julio \| \| Medalla de oro \| Paola Longoria \| Racquetbol \| Individuales Femenino \| Viernes 24 de julio \| \| Medalla de plata \| Álvaro Beltran \| Racquetbol \| Individual Masculino \| Viernes 24 de julio \| \| Medalla de bronce \| Álvaro Beltran Javier Moreno \| Racquetbol \| Dobles Masculino \| Jueves 23 de julio \| \| Medalla de bronce \| Daniel de la Rosa \| Racquetbol \| Individual Masculino \| Jueves 23 de julio \| \| Medalla de oro \| Alan ArmentaAlexis López \| Remo \| 2 pares de remos cortos ligero masculino \| Martes 14 de julio \| \| Medalla de bronce \| Diego Sánchez Leopoldo Tejeda \| Remo \| Par masculino \| Martes 14 de julio \| \| Medalla de plata \| Cesar SalazarEric Gálvez Arturo Salazar \| Squash \| Equipo masculino \| Viernes 17 de julio \| \| Medalla de bronce \| Cesar Salazar \| Squash \| Individual masculino \| Domingo 12 de julio \| \| Medalla de bronce \| Samantha Terán Karla Urrutia \| Squash \| Dobles Femenino \| Lunes 13 de julio \| \| Medalla de bronce \| Samantha Terán Karla Urrutia Diana García \| Squash \| Equipo femenino \| Jueves 16 de julio \| \| Medalla de bronce \| Samantha Terán \| Squash \| Individual femenino \| Domingo 12 de julio \| \| Medalla de oro \| Carlos R. Navarro \| Taekwondo \| Hombres -58 kg \| Domingo 19 de julio \| \| Medalla de oro \| Saul Gutiérrez \| Taekwondo \| Hombres -68 kg \| Lunes 20 de julio \| \| Medalla de plata \| Maria del Rosario Espinoza \| Taekwondo \| Más de 67 kg femenino \| Miércoles 22 de julio \| \| Medalla de plata \| Itzel Manjarrez \| Taekwondo \| Mujeres -49 kg \| Martes 29 de julio \| \| Medalla de plata \| Paulina Armería \| Taekwondo \| Mujeres -57 kg \| Lunes 20 de julio \| \| Medalla de plata \| Victoria Heredia \| Taekwondo \| Mujeres -67 kg \| Martes 21 de julio \| \| Medalla de bronce \| Rene Lizarraga \| Taekwondo \| Hombres -80 kg \| Martes 21 de julio \| \| Medalla de plata \| Victoria Rodríguez Marcela Zacarias \| Tenis \| Dobles Femenino \| Jueves 16 de julio \| \| Medalla de plata \| Victoria Rodríguez \| Tenis \| Individuales Femenino \| Jueves 16 de julio \| \| Medalla de oro \| Goretti Zumaya* \| Tiro \| 10 m rifle de aire femenino \| Lunes 13 de julio \| \| Medalla de plata \| Alejandra Zavala \| Tiro \| 10 m pistola de aire femenino \| Domingo 12 de julio \| \| Medalla de bronce \| Mariana Nava \| Tiro \| 25 m pistola femenino \| Miércoles 15 de julio \| \| Medalla de oro \| Juan Rene Serrano Luis Álvarez Horacio Ernesto Boardman \| Tiro con arco \| Equipos Masculino \| Viernes 17 de julio \| \| Medalla de oro \| Luis Álvarez \| Tiro con arco \| Individual Masculino \| Sábado 18 de julio \| \| Medalla de plata \| Aida Roman Alejandra Valencia Karla Hinojosa \| Tiro con arco \| Equipos Femenino \| Viernes 17 de julio \| \| Medalla de bronce \| Karla Hinojosa \| Tiro con arco \| Individual femenino \| Sábado 18 de julio \| \| Medalla de oro \| Crisanto Grajales \| Triatlón \| Masculino \| Domingo 12 de julio \| \| Medalla de plata \| Paola Diaz \| Triatlón \| Femenino \| Sábado 11 de julio \| \| Medalla de bronce \| Irving Pérez \| Triatlón \| Masculino \| Domingo 12 de julio \| \| Medalla de plata \| David Mier y Terán \| Vela \| Windsurf RSX Masculino \| Sábado 18 de julio \| \| Medalla de plata \| Demita Vega \| Vela \| Windsurf RSX Femenino \| Sábado 18 de julio \| \| Medalla de oro \| Rodolfo Ontiveros Juan Virgen* \| Voleibol \| Voleibol parejas masculino \| Sábado 18 de julio \| | |                        |                                          |                       |
| Medalla | Nombre | Deporte                | Evento                                   | Fecha                 |
| Medalla de oro | Juan Luis Barrios | Atletismo              | 5000 m masculino                         | Sábado 25 de julio    |
| Medalla de oro | Brenda Flores | Atletismo              | 10000m femenino                          | Jueves 23 de julio    |
| Medalla de oro | María Guadalupe González | Atletismo              | Marcha 20 km Femenino                    | Domingo 19 de julio   |
| Medalla de plata | Brenda Flores | Atletismo              | 5000 m Femenino                          | Martes 21 de julio    |
| Medalla de bronce | Juan Luis Barrios | Atletismo              | 10000m Masculino                         | Martes 21 de julio    |
| Medalla de bronce | Horacio Nava | Atletismo              | Marcha 50 km Masculino                   | Domingo 26 de julio   |
| Medalla de bronce | Job Castillo Lino Muñoz | Bádminton              | Dobles Masculino                         | Martes 14 de julio    |
| Medalla de oro | Joselito Velázquez | Boxeo                  | Minomosca masculino (46-49 kg)           | Viernes 24 de julio   |
| Medalla de plata | Lindolfo Delgado | Boxeo                  | Ligero Masculino 60 kg                   | Sábado 25 de julio    |
| Medalla de bronce | Misael Rodríguez | Boxeo                  | Medio Masculino 75 kg                    | Miércoles 22 de julio |
| Medalla de bronce | Rogelio Romero | Boxeo                  | Semipesado masculino 81 kg               | Jueves 23 de julio    |
| Medalla de bronce | Victoria Torres | Boxeo                  | Ligero Femenino (57-60 kg)               | Martes 21 de julio    |
| Medalla de bronce | José Cristóbal | Canotaje               | Masculino C1 1000 m                      | Lunes 13 de julio     |
| Medalla de bronce | Karina Alanis Maricela Montemayor | Canotaje               | Femenino K2 500 m                        | Martes 14 de julio    |
| Medalla de plata | Ignacio Prado | Ciclismo de pista      | Omnium Masculino                         | Viernes 17 de julio   |
| Medalla de bronce | Lizbeth Salazar Sosia Arreola Ingrid Drexel Mayra Rocha | Ciclismo de pista      | Persecución por equipos Femenino         | Viernes 17 de julio   |
| Medalla de plata | Ignacio Prado | Ciclismo de ruta       | Contrarreloj Individual Masculino        | Miércoles 22 de julio |
| Medalla de oro | Ivan García | Clavados               | Plataforma 10 m Masculino                | Domingo 12 de julio   |
| Medalla de oro | Rommel Pacheco Jahir Ocampo | Clavados               | Sincronizados trampolín 3 m Masculino    | Lunes 13 de julio     |
| Medalla de oro | Rommel Pacheco | Clavados               | Trampolín 3 m Masculino                  | Sábado 11 de julio    |
| Medalla de oro | Paola Espinoza | Clavados               | Plataforma 10 m Femenino                 | Sábado 11 de julio    |
| Medalla de oro | Paola Espinoza Dolores Hernández | Clavados               | Sincronizados Trampolín 3 m Femenino     | Lunes 13 de julio     |
| Medalla de plata | Jahir Ocampo | Clavados               | Trampolín 3 m Masculino                  | Sábado 11 de julio    |
| Medalla de bronce | Jonathan Ruvalcaba | Clavados               | Plataforma 10 m Masculino                | Domingo 12 de julio   |
| Medalla de bronce | Paola Espinoza Alejandra Orozco Loza | Clavados               | Sincronizados plataforma 10 m Femenino   | Domingo 12 de julio   |
| Medalla de bronce | Dolores Hernández | Clavados               | Trampolín 3 m Femenino                   | Domingo 12 de julio   |
| Medalla de plata | Ursula González Garante Maria Pliego Lara Julieta Toledo Ames | Esgrima                | Sable por equipos femenino               | Jueves 23 de julio    |
| Medalla de bronce | Daniel Gómez Tamanachi | Esgrima                | Florete Individual masculino             | Miércoles 22 de julio |
| Medalla de bronce | Raul Arizaga Vaca Jesús Beltran Macias Daniel Gómez Tamanachi | Esgrima                | Florete por equipos masculino            | Sábado 25 de julio    |
| Medalla de bronce | Denisse Hernández Martínez Nataly Michel Silva Melissa Rebolledo Contreras | Esgrima                | Florete por equipos femenino             | Sábado 25 de julio    |
| Medalla de bronce | Carolina Chapoy | Esquí acuático         | Overall Femenino                         | Miércoles 22 de julio |
| Medalla de plata | Selección Nacional de México Gibran Lajud Carlos Guzmán Hedgardo Marín Luis López José Abella Josecarlos Van Rankin Jonathan Espericueta Uvaldo Luna Marco Bueno Ángel Zaldívar Carlos Cisneros Luis Cárdenas Jordan Silva Kevin Escamilla Michael Pérez Alfonso Tamay Martín Zúñiga Daniel Álvarez              | Fútbol                 | Masculino                                | Domingo 26 de julio   |
| Medalla de bronce | Selección Nacional Femenil de México Cecilia Santiago Pamela Tajonar Kenti Robles Christina Murillo Greta Espinoza Valeria Miranda Jennifer Ruiz Nayeli Rangel Teresa Noyola Nancy Antonio Stephany Mayor Monica Ocampo Bianca Sierra Arianna Romero Monica Alvarado Fabiola Ibarra Veronica Pérez María Sánchez | Fútbol                 | Femenino                                 | Viernes 24 de julio   |
| Medalla de plata | Dafne Navarro Loza | Gimnasia               | Cama Elástica Individual Femenino        | Domingo 19 de julio   |
| Medalla de bronce | Daniel Corral | Gimnasia Artística     | Caballo con arzonez masculino            | Martes 14 de julio    |
| Medalla de bronce | Karla Diaz Arnal | Gimnasia Rítmica       | Pelota                                   | Domingo 19 de julio   |
| Medalla de plata | Vanessa Zambotti | Judo                   | Más de 78 kg Femenino                    | Martes 14 de julio    |
| Medalla de bronce | Jose Cuevas | Judo                   | Más de 100 kg Masculino                  | Martes 14 de julio    |
| Medalla de bronce | Isao Cárdenas | Judo                   | Menos de 90 kg masculino                 | Lunes 13 de julio     |
| Medalla de bronce | Edna Carrillo | Judo                   | Menos de 48 kg Femenino                  | Sábado 11 de julio    |
| Medalla de plata | Xhunashi Caballero | Karate                 | Mujeres -68 kg                           | Sábado 25 de julio    |
| Medalla de bronce | Daniel Vargas | Karate                 | Hombres -67 kg                           | Viernes 24 de julio   |
| Medalla de bronce | Merillela Arreola | Karate                 | Mujeres -61 kg                           | Viernes 24 de julio   |
| Medalla de plata | Bredni Roque | Levantamiento de pesas | Hombres 69 kg                            | Domingo 12 de julio   |
| Medalla de bronce | Quisla Guicho | Levantamiento de pesas | Mujeres 58 kg                            | Domingo 12 de julio   |
| Medalla de bronce | Aremi Fuentes | Levantamiento de pesas | Mujeres 69 kg                            | Martes 14 de julio    |
| Medalla de plata | Ali Soto | Lucha                  | Hombres Grecorromana 59 kg               | Miércoles 15 de julio |
| Medalla de plata | Edna Valencia | Lucha                  | Estilo Libre Femenino 53 kg              | Jueves 16 de julio    |
| Medalla de bronce | Jesse Ruiz | Lucha                  | Estilo Libre Masculino 97 kg             | Sábado 18 de julio    |
| Medalla de bronce | Juan Escobar | Lucha                  | Hombres Grecorromana 75 kg               | Miércoles 15 de julio |
| Medalla de bronce | Diana Miranada | Lucha                  | Estilo Libre Femenino 69 kg              | Viernes 17 de julio   |
| Medalla de plata | Nuria Diosdado Karem Achach | Nado sincronizado      | Dueto                                    | Sábado 11 de julio    |
| Medalla de plata | Karem Achach Teresa Alonso Nuria Diosdado Karla Arreola Isabel Delgado Evelyn Guagardo Johana Giménez Samanta Jiménez | Nado sincronizado      | Equipo                                   | Sábado 11 de julio    |
| Medalla de oro | Mike Paez* | Patinaje de velocidad  | 10000 Puntos Masculino                   | Lunes 13 de julio     |
| Medalla de bronce | Jorge Martínez* | Patinaje de velocidad  | 200 m contrarreloj Masculino             | Domingo 12 de julio   |
| Medalla de bronce | Jorge Martínez* | Patinaje de velocidad  | 500 m Masculino                          | Lunes 13 de julio     |
| Medalla de plata | Ismael Hernández | Pentatlón Moderno      | Individual Masculino                     | Domingo 19 de julio   |
| Medalla de plata | Tamara Vega | Pentatlón moderno      | Individual Femenino                      | Sábado 18 de julio    |
| Medalla de bronce | Mayan Oliver | Pentatlón moderno      | Individual Femenino                      | Sábado 18 de julio    |
| Medalla de oro | Álvaro Beltran Javier Moreno Daniel de la Rosa | Racquetbol             | Equipo Masculino                         | Domingo 26 de julio   |
| Medalla de oro | Paola Longoria Samantha Salas | Racquetbol             | Dobles Femenino                          | Viernes 24 de julio   |
| Medalla de oro | Paola Longoria Samantha Salas | Racquetbol             | Equipo Femenino                          | Domingo 26 de julio   |
| Medalla de oro | Paola Longoria | Racquetbol             | Individuales Femenino                    | Viernes 24 de julio   |
| Medalla de plata | Álvaro Beltran | Racquetbol             | Individual Masculino                     | Viernes 24 de julio   |
| Medalla de bronce | Álvaro Beltran Javier Moreno | Racquetbol             | Dobles Masculino                         | Jueves 23 de julio    |
| Medalla de bronce | Daniel de la Rosa | Racquetbol             | Individual Masculino                     | Jueves 23 de julio    |
| Medalla de oro | Alan ArmentaAlexis López | Remo                   | 2 pares de remos cortos ligero masculino | Martes 14 de julio    |
| Medalla de bronce | Diego Sánchez Leopoldo Tejeda | Remo                   | Par masculino                            | Martes 14 de julio    |
| Medalla de plata | Cesar SalazarEric Gálvez Arturo Salazar | Squash                 | Equipo masculino                         | Viernes 17 de julio   |
| Medalla de bronce | Cesar Salazar | Squash                 | Individual masculino                     | Domingo 12 de julio   |
| Medalla de bronce | Samantha Terán Karla Urrutia | Squash                 | Dobles Femenino                          | Lunes 13 de julio     |
| Medalla de bronce | Samantha Terán Karla Urrutia Diana García | Squash                 | Equipo femenino                          | Jueves 16 de julio    |
| Medalla de bronce | Samantha Terán | Squash                 | Individual femenino                      | Domingo 12 de julio   |
| Medalla de oro | Carlos R. Navarro | Taekwondo              | Hombres -58 kg                           | Domingo 19 de julio   |
| Medalla de oro | Saul Gutiérrez | Taekwondo              | Hombres -68 kg                           | Lunes 20 de julio     |
| Medalla de plata | Maria del Rosario Espinoza | Taekwondo              | Más de 67 kg femenino                    | Miércoles 22 de julio |
| Medalla de plata | Itzel Manjarrez | Taekwondo              | Mujeres -49 kg                           | Martes 29 de julio    |
| Medalla de plata | Paulina Armería | Taekwondo              | Mujeres -57 kg                           | Lunes 20 de julio     |
| Medalla de plata | Victoria Heredia | Taekwondo              | Mujeres -67 kg                           | Martes 21 de julio    |
| Medalla de bronce | Rene Lizarraga | Taekwondo              | Hombres -80 kg                           | Martes 21 de julio    |
| Medalla de plata | Victoria Rodríguez Marcela Zacarias | Tenis                  | Dobles Femenino                          | Jueves 16 de julio    |
| Medalla de plata | Victoria Rodríguez | Tenis                  | Individuales Femenino                    | Jueves 16 de julio    |
| Medalla de oro | Goretti Zumaya* | Tiro                   | 10 m rifle de aire femenino              | Lunes 13 de julio     |
| Medalla de plata | Alejandra Zavala | Tiro                   | 10 m pistola de aire femenino            | Domingo 12 de julio   |
| Medalla de bronce | Mariana Nava | Tiro                   | 25 m pistola femenino                    | Miércoles 15 de julio |
| Medalla de oro | Juan Rene Serrano Luis Álvarez Horacio Ernesto Boardman | Tiro con arco          | Equipos Masculino                        | Viernes 17 de julio   |
| Medalla de oro | Luis Álvarez | Tiro con arco          | Individual Masculino                     | Sábado 18 de julio    |
| Medalla de plata | Aida Roman Alejandra Valencia Karla Hinojosa | Tiro con arco          | Equipos Femenino                         | Viernes 17 de julio   |
| Medalla de bronce | Karla Hinojosa | Tiro con arco          | Individual femenino                      | Sábado 18 de julio    |
| Medalla de oro | Crisanto Grajales | Triatlón               | Masculino                                | Domingo 12 de julio   |
| Medalla de plata | Paola Diaz | Triatlón               | Femenino                                 | Sábado 11 de julio    |
| Medalla de bronce | Irving Pérez | Triatlón               | Masculino                                | Domingo 12 de julio   |
| Medalla de plata | David Mier y Terán | Vela                   | Windsurf RSX Masculino                   | Sábado 18 de julio    |
| Medalla de plata | Demita Vega | Vela                   | Windsurf RSX Femenino                    | Sábado 18 de julio    |
| Medalla de oro | Rodolfo Ontiveros Juan Virgen* | Voleibol               | Voleibol parejas masculino               | Sábado 18 de julio    |

- (*)Primera medalla para México en esa disciplina.

## Multimedallistas
A continuación se presentan a los multimedallistas mexicanos en los Juegos Panamericanos de 2015.
| Deportista             | Medallas |   |   |   | Deporte           |
| ---------------------- | -------- | - | - | - | ----------------- |
| Paola Longoria         | 3        | 3 |   |   | Racquetbol        |
| Paola Espinoza         | 3        | 2 |   | 1 | Clavados          |
| Luis Álvarez           | 2        | 2 |   |   | Tiro con arco     |
| Rommel Pacheco         | 2        | 2 |   |   | Clavados          |
| Samantha Salas         | 2        | 2 |   |   | Racquetbol        |
| Álvaro Beltran         | 3        | 1 | 1 | 1 | Racquetbol        |
| Brenda Flores          | 2        | 1 | 1 |   | Atletismo         |
| Jahir Ocampo           | 2        | 1 | 1 |   | Clavados          |
| Juan Luis Barrios      | 2        | 1 |   | 1 | Atletismo         |
| Daniel de la Rosa      | 2        | 1 |   | 1 | Racquetbol        |
| Dolores Hernández      | 2        | 1 |   | 1 | Clavados          |
| Javier Moreno          | 2        | 1 |   | 1 | Racquetbol        |
| Nuria Diosdado         | 2        |   | 2 |   | Nado sincronizado |
| Karem Achach           | 2        |   | 2 |   | Nado sincronizado |
| Victoria Rodríguez     | 2        |   | 2 |   | Tenis             |
| Karla Hinojosa         | 2        |   | 1 | 1 | Tiro con arco     |
| Cesar Salazar          | 2        |   | 1 | 1 | Squash            |
| Samantha Terán         | 3        |   |   | 3 | Squash            |
| Daniel Gómez Tanamachi | 2        |   |   | 2 | Esgrima           |
| Jorge Martínez         | 2        |   |   | 2 | Patinaje          |
| Karla Urrutia          | 2        |   |   | 2 | Squash            |

## Medallas por deporte
| Medallas por deporte   | Medallas por deporte | Medallas por deporte | Medallas por deporte | Medallas por deporte |
| ---------------------- | -------------------- | -------------------- | -------------------- | -------------------- |
| Deporte                | Medalla de oro       | Medalla de plata     | Medalla de bronce    | Total                |
| Clavados               | 5                    | 1                    | 3                    | 9                    |
| Racquetbol             | 4                    | 1                    | 2                    | 7                    |
| Atletismo              | 3                    | 1                    | 2                    | 6                    |
| Taekwondo              | 2                    | 4                    | 1                    | 7                    |
| Tiro con arco          | 2                    | 1                    | 1                    | 4                    |
| Boxeo                  | 1                    | 1                    | 3                    | 5                    |
| Tiro                   | 1                    | 1                    | 1                    | 3                    |
| Triatlón               | 1                    | 1                    | 1                    | 3                    |
| Patinaje               | 1                    | 0                    | 2                    | 3                    |
| Remo                   | 1                    | 0                    | 1                    | 2                    |
| Voleibol de playa      | 1                    | 0                    | 0                    | 1                    |
| Lucha                  | 0                    | 2                    | 3                    | 5                    |
| Ciclismo               | 0                    | 2                    | 1                    | 3                    |
| Pentatlón Moderno      | 0                    | 2                    | 1                    | 3                    |
| Vela                   | 0                    | 2                    | 0                    | 2                    |
| Nado sincronizado      | 0                    | 2                    | 0                    | 2                    |
| Tenis                  | 0                    | 2                    | 0                    | 2                    |
| Squash                 | 0                    | 1                    | 4                    | 5                    |
| Esgrima                | 0                    | 1                    | 3                    | 4                    |
| Judo                   | 0                    | 1                    | 3                    | 4                    |
| Gimnasia               | 0                    | 1                    | 2                    | 3                    |
| Karate                 | 0                    | 1                    | 2                    | 3                    |
| Levantamiento de pesas | 0                    | 1                    | 2                    | 3                    |
| Fútbol                 | 0                    | 1                    | 1                    | 2                    |
| Canotaje               | 0                    | 0                    | 2                    | 2                    |
| Bádminton              | 0                    | 0                    | 1                    | 1                    |
| Esquí acuático         | 0                    | 0                    | 1                    | 1                    |
| Total                  | 22                   | 30                   | 43                   | 95                   |

- Datos: Q17511729
- Multimedia: Mexico at the 2015 Pan American Games / Q17511729